# ایوان رئالی
ایوان رئالی (انگلیسی: Ivan Reali؛ زادهٔ ۲ ژانویهٔ ۱۹۹۱) بازیکن فوتبال اهل ایتالیا است.
از باشگاه‌هایی که در آن بازی کرده‌است می‌توان به باشگاه فوتبال فوجا، باشگاه فوتبال اینتر میلان، و باشگاه فوتبال آسکولی اشاره کرد.